# Kalambaka
Kalambaka (grčki: Καλαμπάκα, izgovara se i Kalampaka) je manji grčki grad u prefekturi Trikala u Tesaliji.
Na području grada uzdižu se stijene na kojima se nalaze manastiri iz kompleksa Meteora, koji su svjetska kulturna baština na popisu UNESC-a. 
Grad Kalambaka je smješten u dolini koji tvori rijeka Penej koji teče iz smjera sjeverozapada prema jugoistoku ( u pravcu grada Trikale).
Područje grada Kalambakija je riječna kotlina koju je oblikovala rijeka Penej sa svojim pritokama, nalazi se na sjeverozapadu Tesalije.
Zapadno od grada protežu se planinski vrhunci Koziakasa, koji tvore granicu Tesalije i Pindskog gorja.
Kalambaka je udaljena od grada Trikale 22 km, od grada Larise 82 km i od prijestolnice Atene 415 km.

## Vanjske poveznice
- Službene stranice grada[neaktivna poveznica]